# Alkimachos (Sohn des Agathokles)
Alkimachos (altgriechisch Ἀλκίμαχος; 4. Jahrhundert v. Chr.), Sohn des Agathokles, war ein Gefolgsmann der makedonischen Könige Philipp II. und Alexander der Große.
Um das Jahr 337/336 v. Chr. wurde Alkimachos zusammen mit Antipatros von Philipp II. als diplomatischer Unterhändler nach Athen entsandt, wo beiden die Ehrenbürgerwürde (proxenia) verliehen wurde. Während Alexanders Asienfeldzug wurde er nach der Schlacht am Granikos 334 v. Chr. in Ephesos von Alexander mit dem Kommando über mehrere Truppenteile betraut, mit denen er die Griechenstädte Aioliens und Ioniens von der persertreuen Oligarchie befreien und die Demokratie wiederherstellen sollte.
Danach wird Alkimachos nicht mehr erwähnt. Inwiefern er mit einer namensgleichen Person identisch ist, die in dem sogenannten „zweiten Brief Alexanders an Chios“ erwähnt wird, ist umstritten.

## Mögliche Familienverbindungen
Johann Gustav Droysen rechnete Alkimachos den Brüdern Lysimachos, Philippos und Autodikos als ihren ältesten hinzu. Diese Annahme fußt allerdings nur auf der Übereinstimmung ihrer Vaternamen (Patronym), was allein aber, wie schon Karl Julius Beloch bemerkte, kein genügender Beweis für eine tatsächliche Verwandtschaft mit ihnen ist. Außerdem wird Alkimachos auch sonst nicht im Zusammenhang mit den Brüdern genannt.
Möglicherweise war Alkimachos schon von Philipp II. mit einer Landschenkung bei Apollonia bedacht worden, sofern er mit dem gleichnamigen Vater des zwischen den Jahren 321 bis 318 v. Chr. inschriftlich bezeugten Eigners Alkimachos identisch war, der dieses Land als väterliches Erbe hielt.